# تاكيشي كونومي
تاكيشي كونومي (باليابانية: 許斐剛 كونومي تاكيشي) هو مانغاكا ياباني ولد في 26 يونيو 1970 في أوساكا.
هو معروف بصفته مبتكر سلسلة المانغا الشهيرة أمير التنس التي نشرت في اليابان في الفترة من يوليو 1999 إلى مارس 2008.

## روابط خارجية
- تاكيشي كونومي على موقع IMDb (الإنجليزية)
- تاكيشي كونومي على موقع ميوزك برينز (الإنجليزية)
- تاكيشي كونومي على موقع قاعدة بيانات الفيلم (الإنجليزية)